# Chakra (Wurfscheibe)

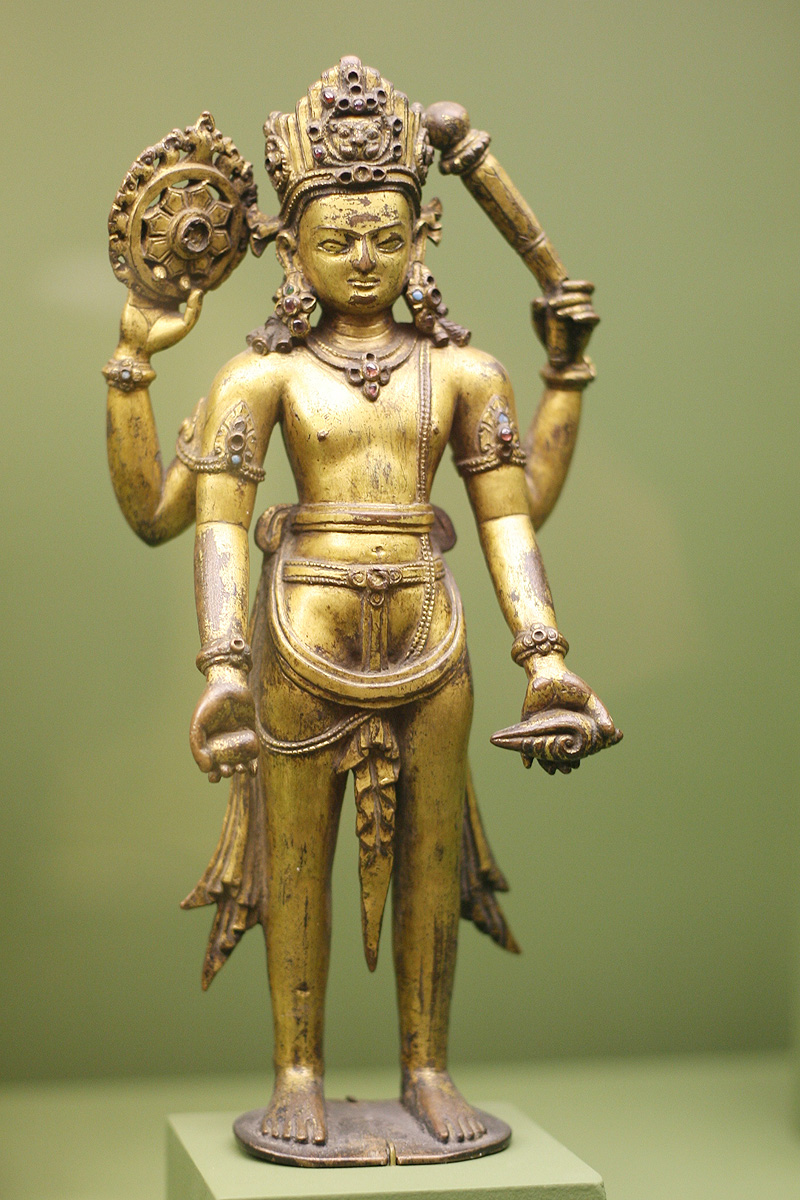
Vishnu mit Attributen

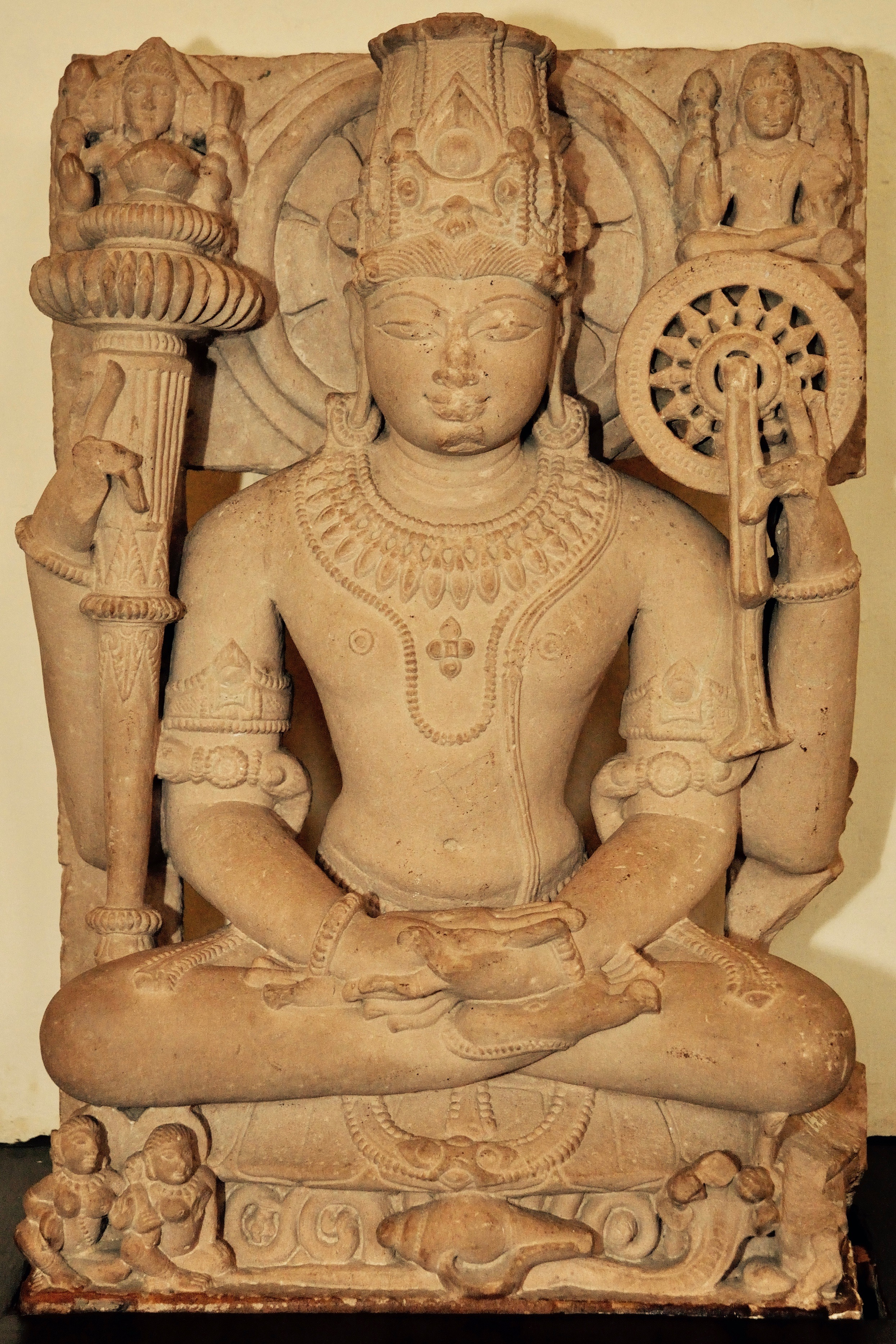
Meditierender Vishnu mit Keule (gada) und Rad bzw. Wurfscheibe (chakra).

Chakra (Sanskrit चक्र cakra; deutsch: ‚Wurfscheibe‘, ‚Rad‘, ‚Kreis‘ oder ‚Diskus‘) oder Sudarshana Chakra (Sanskrit सुदर्शन चक्र sudarśana cakra; deutsch etwa: ‚leicht sichtbares Rad‘ oder ‚glückverheißendes Rad‘) ist neben der Keule (gada), dem Schneckenhorn (shankha) und dem Lotos (padma) eines der vier Hauptattribute der Hindugottheit Vishnu. Sie zählt zu den Handwurfwaffen, ist aber im Zusammenhang mit Vishnu zuvörderst als Hoheitszeichen (Insigne) zu verstehen.

## Ursprung und Entwicklung
Eine flache Scheibe als in kriegerischen Auseinandersetzungen einsetzbares Wurfgerät könnte sich aus – an den Rändern abgeschlagenen – runden Flusskieseln entwickelt haben. Entsprechende archäologische Nachweise sind jedoch nicht bekannt. In der griechischen Antike taucht der bereits bei Homer (ca. 8. Jahrhundert v. Chr.) erwähnte Diskos auf, der ursprünglich eine Steinscheibe war, später jedoch auch aus Bronze oder Holz mit Metallrahmen gefertigt werden konnte. In späterer Zeit entwickelten sich daraus rein metallene, am Rand gezackte Wurfscheiben sowie die messerscharfen Wurfringe der Sikhs (siehe chakram) aus dem 19. und beginnenden 20. Jahrhundert.

## Legende
Gemäß den Puranas soll der göttliche Architekt und Schöpfer Vishvakarman den Sonnenwagen (pushpaka vimana) Suryas, den Dreizack (trishula) Shivas und die Wurfscheibe (chakra) Vishnus aus den Strahlen der Sonne gefertigt haben. Die Wurfscheibe Vishnus soll – der Legende zufolge – mit zwei Reihen von insgesamt über 10 Millionen Stacheln besetzt gewesen sein. Die scharfe Waffe wurde auch eingesetzt um den Leichnam Satis, der ersten Frau Shivas, nach ihrem freiwilligen Feuertod in Stücke zu zerschneiden.

## Attribut Vishnus

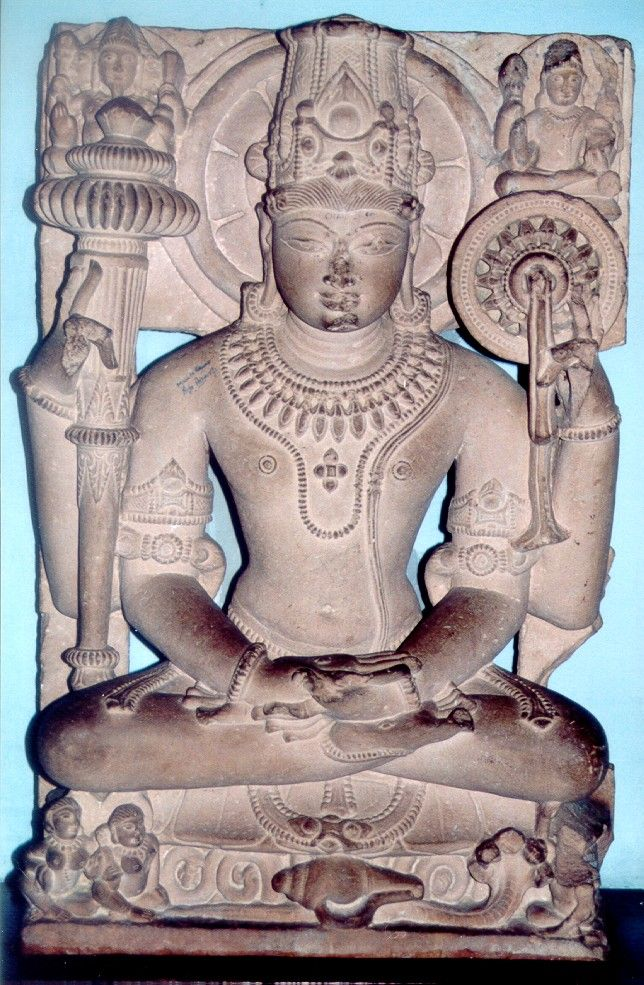
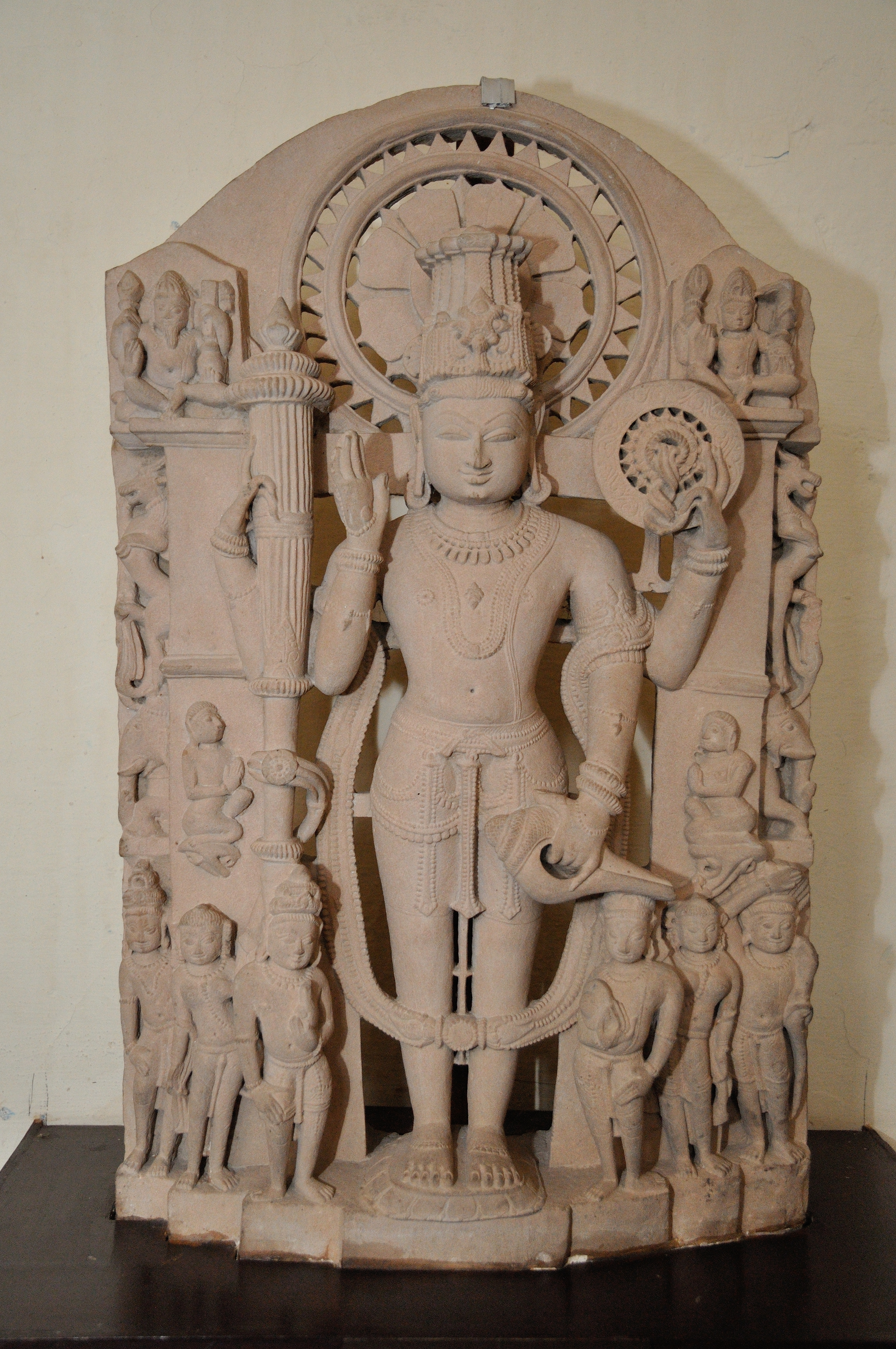
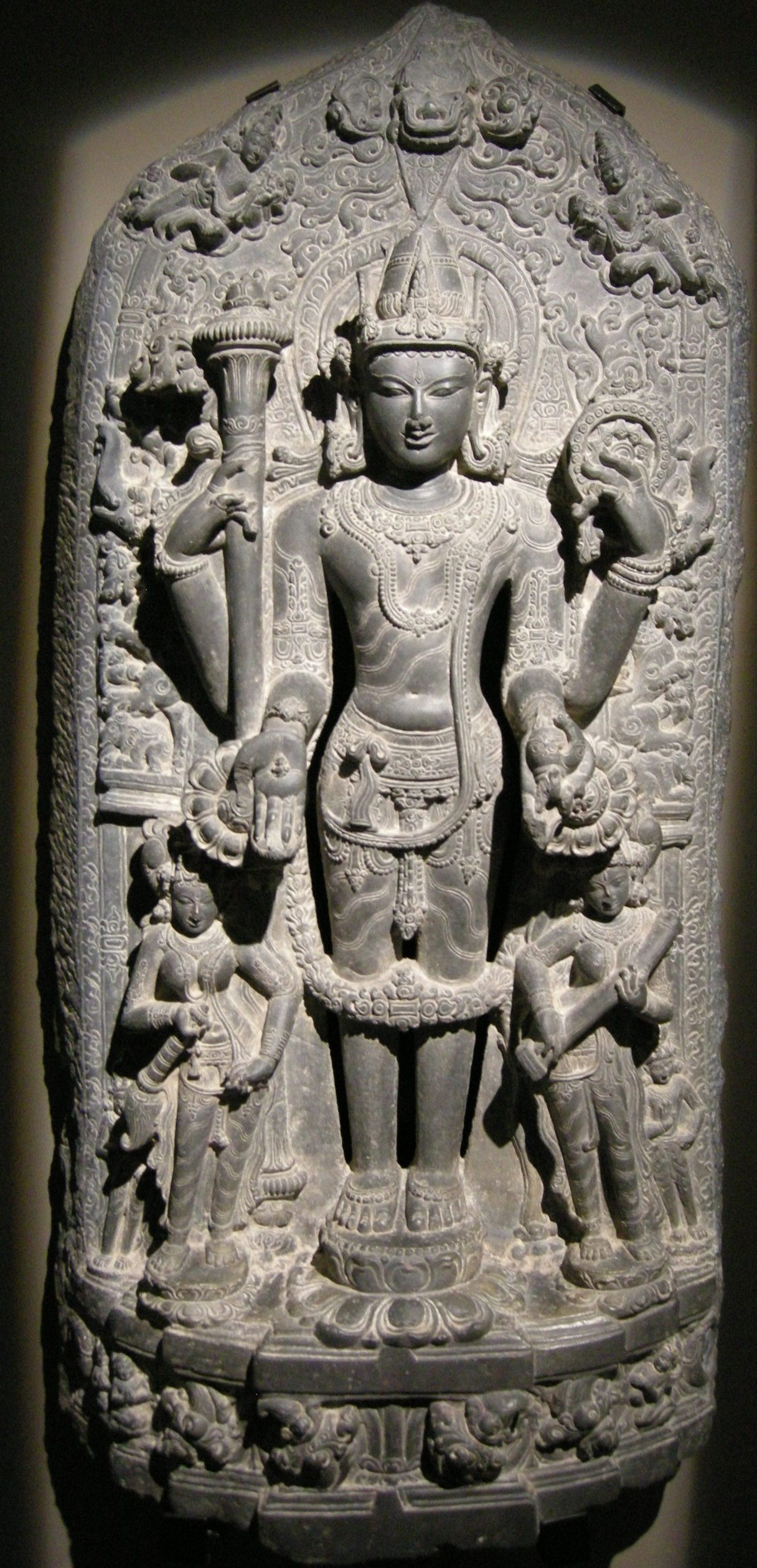
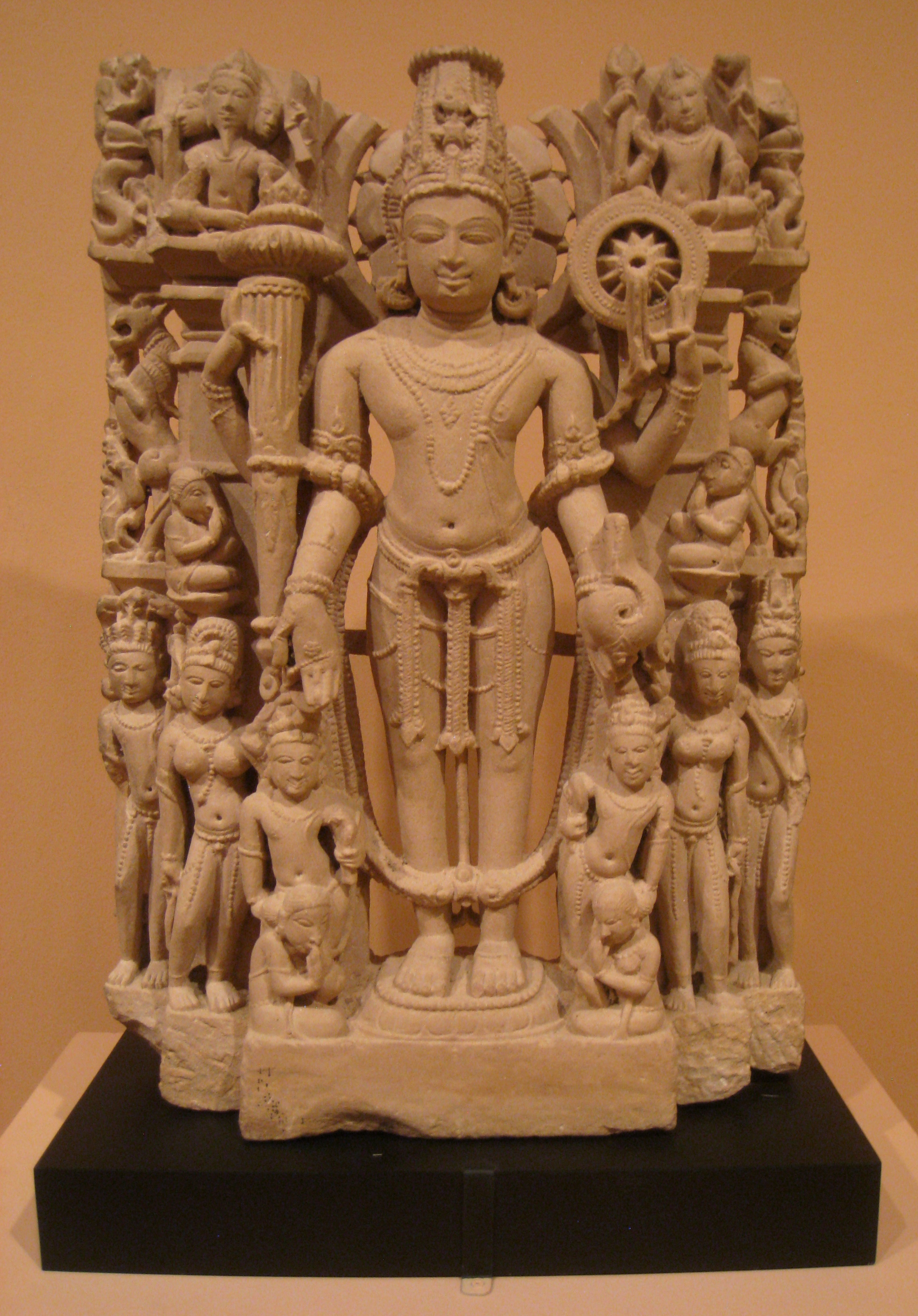

In indischen Texten wird die gezackte Wurfscheibe (sudarshana chakra) als Attribut Vishnus bereits im Rigveda, im Yajurveda und in den Puranas erwähnt. An Skulpturen des Hindu-Gottes Vishnu tritt sie erstmals um 500 n. Chr. in Erscheinung, doch bereits in den frühen Beispielen wird die Wurfscheibe – von wenigen Ausnahmen abgesehen – nicht mehr als Waffe eingesetzt, sondern fungiert ausschließlich als Machtinsignie oder als Repräsentationsobjekt. In deutschen Übersetzungen wird sie oft als ‚Diskus‘ bezeichnet; gemäß den alten Textüberlieferungen und den meisten Abbildungen handelt es sich jedoch um eine am Rand gezackte Wurfscheibe, die – zum Schutz vor Beschädigungen der Waffe oder vor Verletzungen ihres Trägers – innerhalb eines runden Schutzringes aufbewahrt worden zu sein scheint. Auf vielen Abbildungen hat die Mitte der gezackten Scheibe ein Loch, aus dem eine Art Riemen herabhängt – dieser diente möglicherweise als Tragschlaufe. Die Waffe selbst war zwar furchteinflößend, jedoch aufwendig in der Herstellung und konnte im Normalfall nur einmal eingesetzt werden, wodurch ihr militärischer Nutzen äußerst begrenzt war, was wiederum ihre begrenzte historische Verbreitung erklärt. Archäologische Funde mittelalterlicher Wurfscheiben sind nicht bekannt.